# Île d'Aloès
L'île d'Aloès est un îlot du Morbihan, dépendant administrativement de la commune de Pénestin. 
Il s'agit d'un banc de sable et de quelques rochers.